# António Corea
António Corea (fl. finales del siglo XVI y principios del siglo XVII) o António Korea fue un esclavo coreano que fue llevado a Italia. Posiblemente sea el primer coreano que puso pie en Europa, y se ha especulado que tiene descendientes que todavía viven en el pueblo de Albi, Calabria.

## Biografía
Relativamente pocos coreanos abandonaron la península de Corea antes de finales del siglo XIX. Sin embargo, durante las invasiones japonesas de Corea de 1592 a 1598, decenas de miles de esclavos coreanos fueron llevados de Corea a Japón, y el primer envío se realizó en octubre de 1592. Desde allí se exportaban principalmente a otras partes de Asia.
António Corea (su nombre europeo) fue un coreano que fue capturado durante las invasiones japonesas y llevado a Nagasaki en Japón como esclavo. En 1597, él y otros cuatro coreanos fueron comprados por Francesco Carletti. Finalmente, Carletti y Corea fueron a Florencia y Roma en Italia. En uno de los registros de Carletti se menciona que un esclavo coreano fue liberado hacia 1600, en Roma. Los estudiosos Weststeijn y Gesterkamp creen que esto significa que Corea fue liberada allí. En marzo de 1602, Carletti y Corea estaban a bordo del barco portugués St. Iago en la isla de Santa Elena, cuando su barco fue atacado por dos barcos neerlandeses. Carletti fue tomado como rehén e iba a ser llevado a los Países Bajos. Los atacantes tenían la intención de dejar atrás a Corea, pero, según los informes, Corea logró convencerlos de que se lo llevaran a él también. Llegaron a Midelburgo, Zelanda, Países Bajos, el 6 de julio de 1602.
Sin embargo, los registros de Corea son limitados y no se sabe mucho sobre su vida con certeza más allá de eso. En 1932, un historiador japonés escribió que los descendientes de Corea se habían establecido en el sur de Italia, cerca de Catanzaro, ya en 1620. El historiador también afirmó que en un pueblo llamado Albi había más de 500 personas con ese apellido. El 7 de octubre de 1979, el periodista coreano radicado en Roma, Kim Seong-woo (김성우 ()), escribió un artículo que coincidía con esta descripción. Kim teorizó además que Corea se había casado con una mujer italiana llamada Anunchi Ita. Sin embargo, un académico surcoreano escribió en 2004 que no estaba seguro de estas afirmaciones. El apellido «Corea» también existe en España, lo que ha llevado a especular que algunas personas pueden descender de Corea, tal vez de cuando Albi estaba bajo dominio español, aunque esto también es incierto.

### Sujeto del retratoHombre en vestimenta coreana

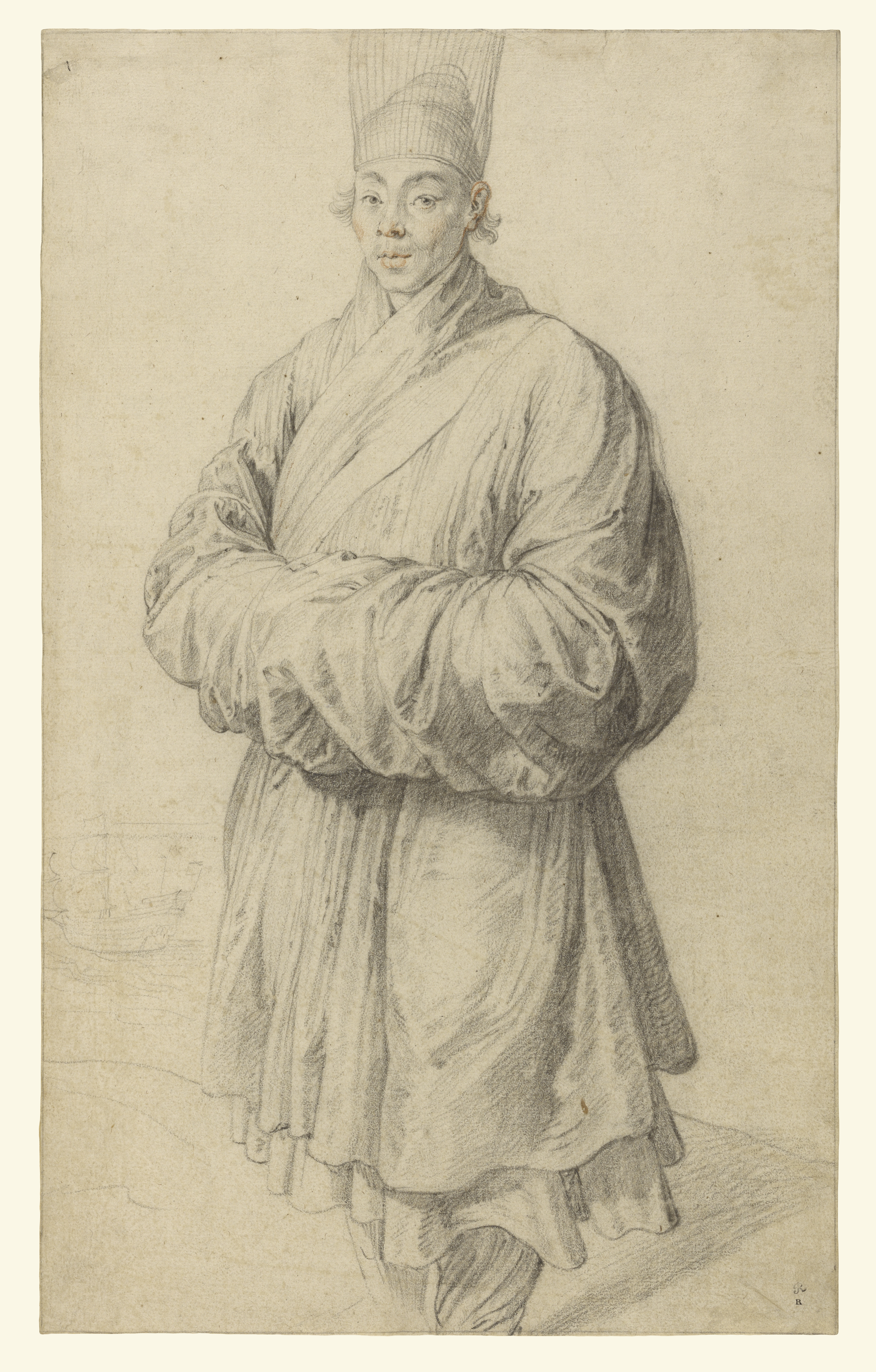
Hombre coreano (c. 1617).

Desde 1934, se ha teorizado que Corea es objeto de un retrato de  c. 1617
 llamado informalmente Hombre en vestimenta coreana (también Hombre coreano) del artista flamenco Peter Paul Rubens. La identidad del sujeto e incluso su origen étnico no se conocen con certeza, pero algunos estudiosos argumentaron que su ropa parecía coreana. Si se trata de un coreano, el retrato es posiblemente la primera representación conocida de un coreano realizada por un artista occidental. Kwak Cha-seop de Corea del Sur (곽차섭 ()) publicó un libro sobre si Corea es el sujeto del retrato en 2004, y argumentó que era posible (pero aún incierto) que Corea se hubiera reunido con Rubens en Roma, entre julio de 1606 y octubre de 1608.
Sin embargo, un artículo de 2016 de Weststeijn y Gesterkamp llamó la atención internacional por proponer una teoría alternativa sobre el tema. Los estudiosos encontraron un dibujo muy similar en un libro que se cree es anterior al dibujo de Rubén. El texto que lo acompaña describía al sujeto del dibujo como un comerciante chino llamado Yppong, y los eruditos pudieron deducir información acerca de que Yppong conoció a marineros holandeses en Asia y luego visitó los Países Bajos durante varios meses. Corea llegó a los Países Bajos poco más de un año después de la partida de Yppong a Asia. Desde entonces, varios académicos en Corea han encontrado que esta teoría es convincente y han abogado por que el público surcoreano ya no asocie a Corea con el retrato.

## Legado
La historia de Corea, durante varias décadas, ha capturado la imaginación del público surcoreano, y se dice que se han escrito novelas y musicales sobre Corea.